# System Melina
System Melina – forma zapisu stenograficznego stworzona w XIX wieku przez szwedzkiego oficera Olofa Werlinga Melina. Olof Werling Melin był uczniem Franza Xaverego Gabelsbergera, stąd część liter wykazuje podobieństwo do systemu Gabelsbergera.

samogłoski

spółgłoski

dwuznaki